# Řešetlák
Řešetlák (Rhamnus) je rod rostlin patřící do čeledě řešetlákovité (Rhamnaceae). Někteří autoři řadí do tohoto rodu také dřeviny rodu krušina (lat. Frangula).

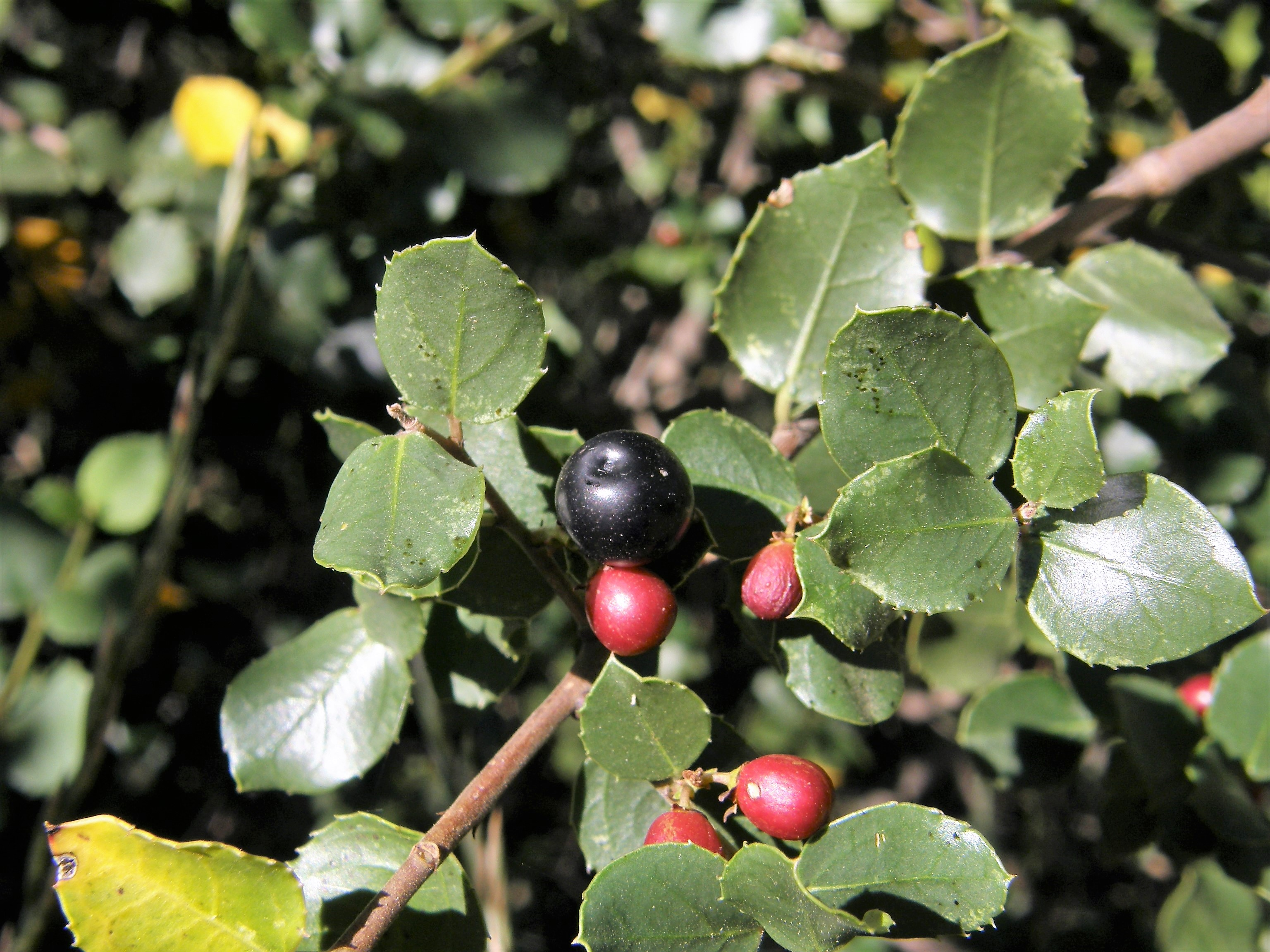
Středomořský druh řešetlák proměnlivý (Rhamnus alaternus) – listy a plody

## Použití
Některé druhy se ve střední Evropě vysazují jako okrasné rostliny ve smíšených skupinách, jako nenáročná výplň. Řešetlák kavkazský (Rhamnus imeretinus) lze použít jako solitéru.